# A muzsikás kismalac (rajzfilm)
A muzsikás kismalac 1985-ben bemutatott magyar rajzfilm, amely Kormos István azonos című meséje alapján készült. Az animációs játékfilm rendezője és írója Koltai Jenő. A zenéjét Koltay Gergely és a Kormorán együttes szerezte. A tévéfilm a Pannónia Filmstúdió gyártásában készült, a Magyar Televízió forgalmazásában jelent meg. Műfaja mesefilm. 
Magyarországon 1985. december 17-én vetítették le a televízióban.

## Ismertető
A Kormos Istvánról szóló filmhez kapcsolódó animációs mese. A költő megelevenedő versében egy kismalac zenekart szervez állat-barátaiból, így sikerül felvidítaniuk a mindig rosszkedvű királyt.

## Alkotók
- Közreműködött: Sinkovits Imre
- Kormos István műve alapján írta és rendezte: Koltai Jenő
- Dramaturg: Ivancsics Lilla
- Zenéjét szerezte: Koltay Gergely és a Kormorán együttes
- Operatőr: Bacsó Zoltán, Réz Dániel
- Hangmérnök: Nyerges András Imre
- Vágó: Hap Magda
- Gyártásvezető: Bende Zsófi

Készítette a Magyar Televízió a Pannónia Filmstúdió